# Конвей-Норз (трубопровід для ЗВГ)
Конвей-Норз (трубопровід для ЗВГ) – трубопровідна система, котра прямує від ЗВГ-хабу в Канзасі до ряду штатів Середнього Заходу.
Історично у центральному Канзасі виник хаб, котрий включає цілий ряд підземних сховищ зріджених вуглеводневих газів (Конвей, Буштон) та фракціонаторів (Буштон, Конвей, Хатчінсон). Для постачання звідси продуктів на Середній Захід призначена система Конвей-Норз, котра до 2002 року належала Mid-America Pipeline System (MAPL), а потім перейшла до Enterprise Products Partners. 
Система, загальна довжина трубопроводів якої становить 3440 км, складається із двох основних гілок. Одна з них прямує через південно-східну Небраску та північно-західну Айову до Міннесоти, тоді як інша спершу тягнеться на схід до Міссурі, після чого довертає на північний схід, проходить через Айову та завершується у південному Вісконсині (неподалік від кордону цього штату з Іллійнойсом).
Традиційно найбільшу питому частку у протранспортованих по Конвей-Норз об’ємах займає пропан, котрий у США активно використовується для опалення приміщень в холодний період та просушки врожаю сільськогосподарських культур. Втім, по системі можуть також прокачуватись інші фракціоновані продукти, а серед підключених до неї підприємств є численні нафтопереробні заводи.